# Trevor Goddard
Trevor Goddard (Londres, 14 de outubro de 1962 – Los Angeles, 7 de junho de 2003) foi um ator inglês.

## Biografia
Nascido no sul de Londres, Trevor Goddard dizia ser descendente de australianos, de forma que acabaria sendo escolhido para interpretar pequenos papéis de personagens australianos e muitas vezes não creditadas até meados de 1995. Nesse ano foi escolhido para interpretar  a personagem Kano em Mortal Kombat. Posteriormente continuou fazendo pequenos papéis em filmes B e aparições em outros filmes, comerciais e séries de TV até 1998 quando foi chamado para o papel da personagem Mic Brumby da série dramática de televisão JAG. Após participar de 42 episódios em 4 temporadas, Goddard deixa a série em 2001. Sua última atuação foi uma ponta no filme Pirates of the Caribbean: The Curse of the Black Pearl.

## Morte
Foi encontrado morto em sua residência, North Hollywood, Los Angeles, na manhã de 7 de junho de 2003. A autópsia revelou que Goddard morreu de uma overdose de heroína, cocaína, temazepam e vicodin, tendo a polícia descartado a hipótese de morte acidental e considerado um aparente suicídio por ingestão de drogas (embora Goddard não tenha deixado carta para confirmar a hipótese).

## Carreira

### Cinema
- 1991 - Inside Out - obs:Diretamente em vídeo
- 1994 - Men of war (br/pt: Homem de Guerra)
- 1995 - Mortal Kombat (br:Mortal Kombat/pt: Combate Mortal)
- 1995 - Illegal in Blue (br:Investigação Legal)
- 1995 - The Break
- 1996 - Fast Money (br:Fast Money)
- 1996 - Prey of the Jaguar (obs:Diretamente em vídeo)
- 1996 - Yesterday's Target (br: No Limiar do Tempo) - obs:Telefilme
- 1997 - First Encounter (br:A Conexao)
- 1997 - Dead Tides
- 1997 - Assault on Devil's Island - obs:Telefilme
- 1998 - Deep Rising (br: Tentáculos/ pt:O Barco do Inferno)
- 1998 - She's Too Tall
- 1998 - Legion - obs:Telefilme
- 1999 - Gut Feeling
- 2000 - Gone in Sixty Seconds (br:60 Segundos) - não creditado
- 2001 - Dead Man's
- 2001 - When Billie Beat Bobby - obs:Telefilme
- 2002 - Torture TV
- 2002 - Hollywood Vampyr
- 2003 - Pirates of the Caribbean: The Curse of the Black Pearl (br: Piratas do Caribe: A Maldição do Pérola Negra/pt: Piratas das Caraíbas: A Maldição do Pérola Negra)
- 2008 - Flexing with Monty (póstumo)[7]

### Televisão
- 1989 - Tour of Duty (1 episódio)
- 1992 - The Commish (2 episódios)
- 1992 - Dark Justice (1 episódio)
- 1992 - 1994 - Silk Stalkings (2 episódios)
- 1992 - 1995 - Renegade (2 episódios)
- 1993 - Murphy Brown (1 episódio)
- 1993 - Down the Shore (1 episódio)
- 1993 - Baywatch (1 episódio)
- 1993 - Empty Nest (1 episódio)
- 1996 - Murder, She Wrote (1 episódio)
- 1996 - Nowhere Man 	Mackie (1 episódio)
- 1998 - Babylon 5 (1 episódio)
- 1998 - The X-Files (1 episódio)
- 1998 - 2001 JAG (42 episódios)
- 2000 - 18 Wheels of Justice (1 episódio)
- 2002 - Rendez-View (1 episódio)